# فرودگاه شهری ابلین
فرودگاه شهری ابلین (به انگلیسی: Abilene Municipal Airport) یک فرودگاه همگانی بهره‌برداری هوایی است که یک باند فرود آسفالت دارد و طول باند آن ۱۲۵۰ متر است. این فرودگاه در شهر ابلین، کانزاس کشور ایالات متحده آمریکا قرار دارد و در ارتفاع ۳۵۱ متری از سطح دریا واقع شده‌است.